# Berki László
Id. Berki László (Budapest, 1941. május 22. – Budapest, 1997. október 24.) magyar zenekarvezető, cigányprímás, zeneszerző.

## Életpályája
Szülei: Berki Károly karmester és Rácz Borbála voltak. 1948-ban édesapja tanította hegedülni. A Budapesti Fazekas Mihály Gyakorló Általános Iskola és Gimnázium zeneiskolájában tanult. 1955–1958 között Horthy és Wersényi tanította. 1955–1958 között magánúton tanult. 1955–1960 között a Rajkó zenekar prímása volt. 1958-ban Országh Tivadar és Rados Ferenc tanítványa volt. 1960-tól a Magyar Állami Népi Együttes koncertmestere, 1968–1997 között zenekarvezető prímása volt. 1970-ben jelent meg első önálló nagylemeze. 1985-től alapító tagja és művészeti vezetője, majd alelnöke volt a 100 Tagú Cigányzenekarnak.
Zeneszerzői, hangszerelői tevékenységet is folytatott, mintegy 200 feldolgozása került rádió-, tv-felvételre, jelent meg hanglemezen. Készült hegedűverseny-átirata a 100 tagú Budapest Cigányzenekarra, Szenthelyi Miklós szólójátékával.

## Magánélete
1964-ben házasságot kötött Janny Annával. Három gyermekük született: László (1965), Anikó (1967) és Attila (1974).
Sírja az Új köztemetőben található (3/2-1-3).

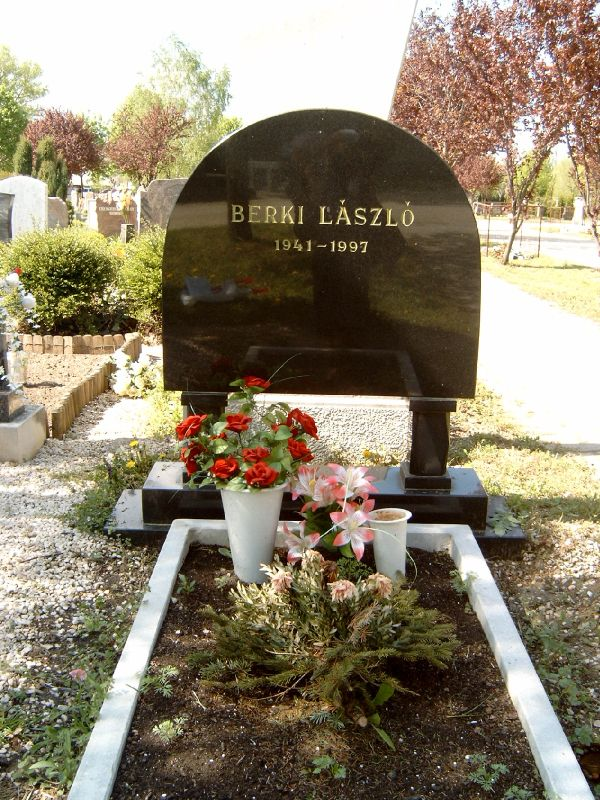
Berki László (1941-1997) a Magyar Állami Népi Együttes és a 100 tagú cigányzenekar prímásának sírja Budapesten. Új köztemető: 3/2-1-3

## Filmes munkái
- Szaffi (1985)
- A vén bakancsos és fia, a huszár (1985)

## Díjai
- VIT-díj (Moszkva, 1957, Bécs, 1959)
- rádiós nívódíj (1972)
- Aranyszitár-díj (1973)
- Állami Ifjúsági Díj (1986)
- platinalemez (1991)
- Magyar Köztársaság Csillagrendje (1991)
- Liszt Ferenc-díj (posztumusz, 1998)